# ウィーン市電E形電車
E形は、かつてオーストリアの首都・ウィーンの路面電車であるウィーン市電で使用されていた電車。1959年から2000年代まで営業運転に用いられ、一部車両は他国の路面電車へ譲渡された。

## 概要
ドイツの鉄道車両メーカーであったデュワグ（現：シーメンス）が展開していた路面電車車両（デュワグカー）をオーストリアの各企業がライセンス生産した形式。連接部分に付随台車を有する構造の2車体連接車で、右側通行に適した片運転台・片方向型車両として設計が行われた。
1959年に試作車2両（4401、4402）がローナーによって製造され、各種試験に使用された。そのうち4401はエリン（ELIN）/キーペ（Kiepe）製の、4402はシーメンス製の電気機器が搭載され、試験の結果4401の構造を基に量産が行われる事となった。また、これらの車両は製造に携わったローナーの社員から「エミル（Emil）」（4401）、「エディ（Edi）」（4402）と言う愛称が付けられており、量産車や以降生産された2車体連接車も「エミル」と呼ばれる事があった。
量産車は1959年から1966年にかけて製造され、ローナー製の車両は57両（4403 - 4459）、シメリンク・グラーツ・パウカー（SGP）製の車両は30両（4601 - 4630）が導入された。電気機器については前者がエリン製、後者がシーメンス製のものを用いた。だが、営業開始後に出力の低さが問題視された事から、以降の増備は改良型車両のE1形によって行われた。
1970年代からは信用乗車方式への対応や半自動段数制御システム（GEAMATIC）の搭載などの工事を受け、長期に渡って使用されたが、SGP製の車両は2002年、ローナー製の車両は2007年までに営業運転を終了した。以降は試作車の4401がウィーン市電で動態保存されている他、量産車の一部は以下の都市への譲渡が実施されている。
- オランダ：ロッテルダム（ロッテルダム市電（オランダ語版））
- ボスニア・ヘルツェゴビナ：サラエヴォ（サラエヴォ市電）

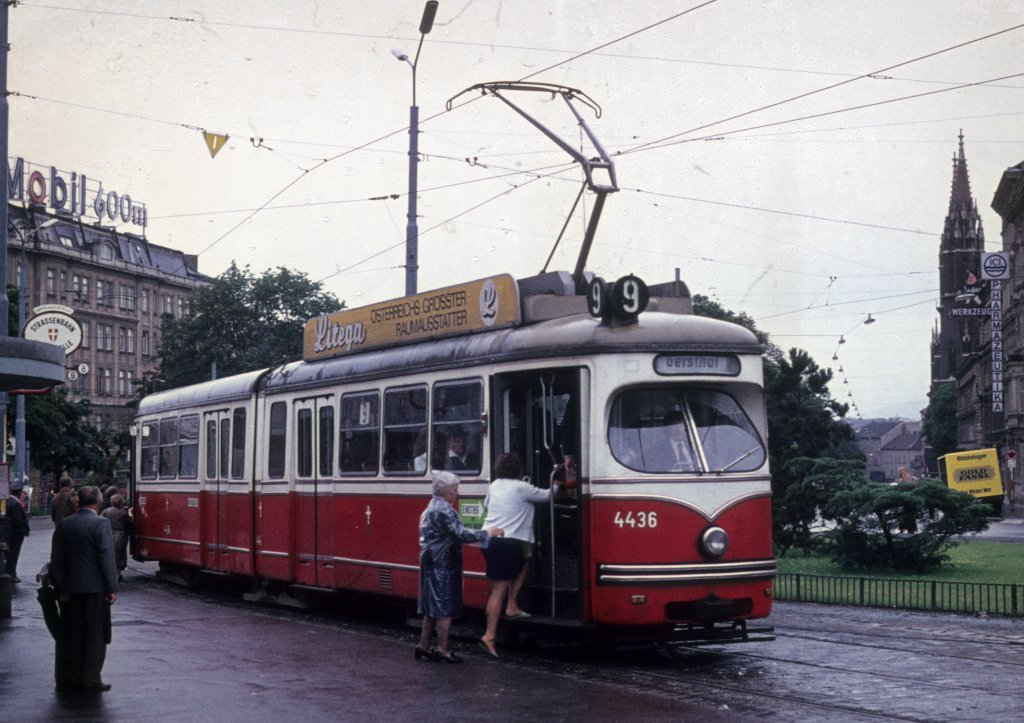
登場初期の塗装（1974年撮影）
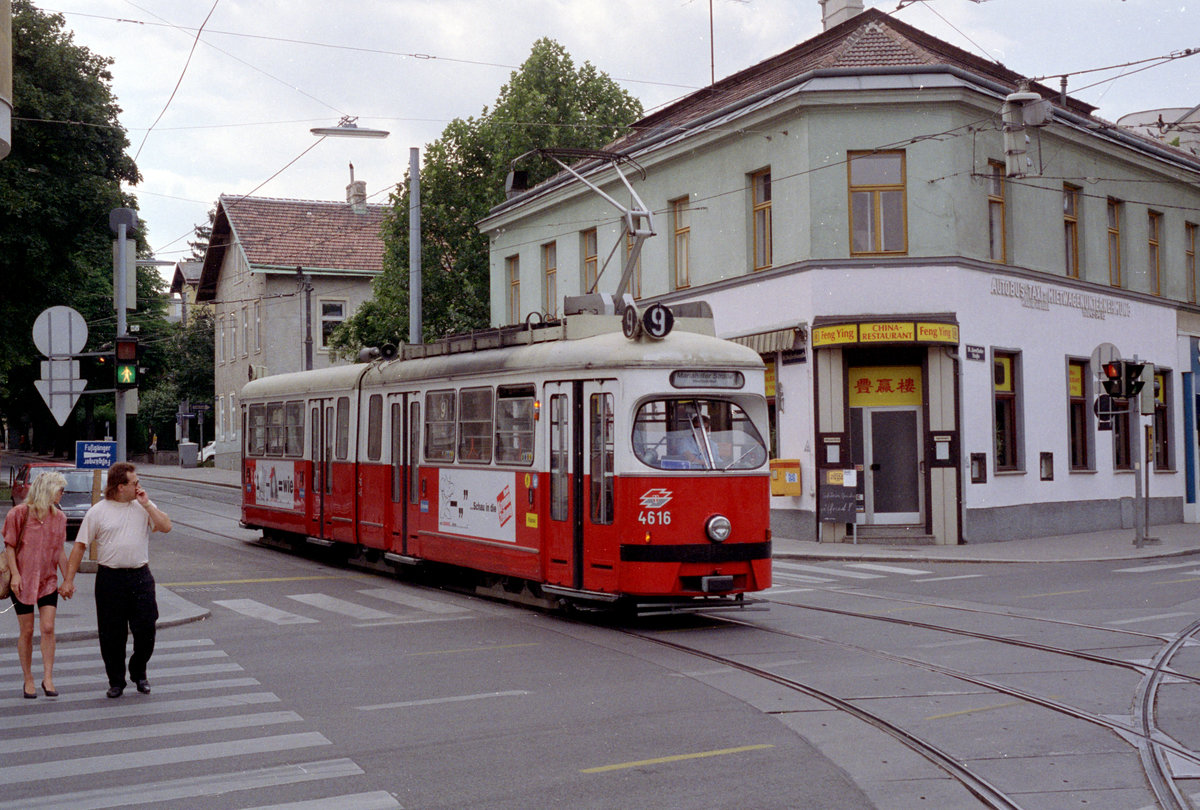
1970年代以降は塗装変更が行われた（1992年撮影）
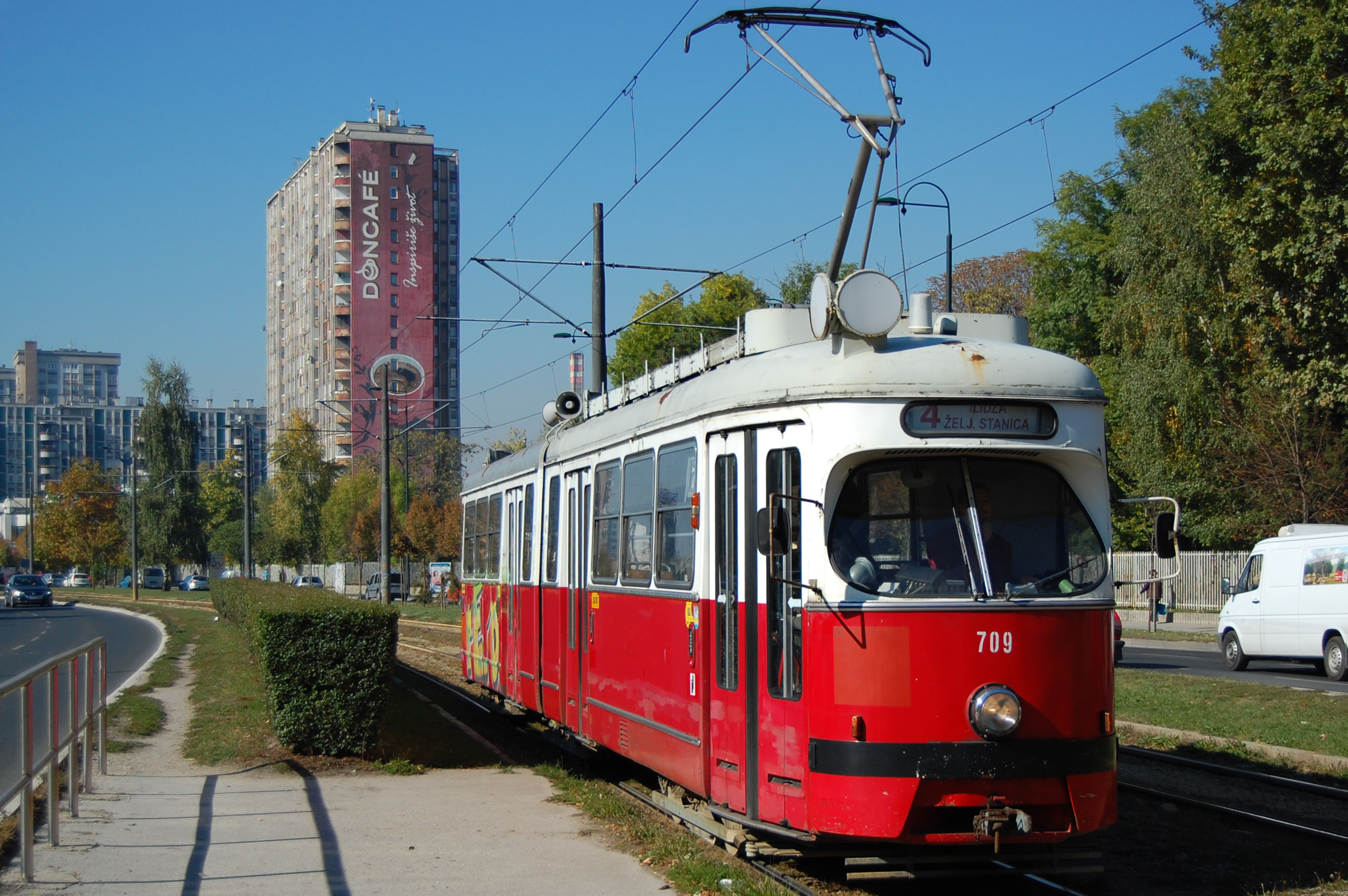
サラエヴォ市電へ譲渡されたE形（2011年撮影）